# Tungabhadrâ
La Tungabhadrâ (Kannara:ತುಂಗಬಧ್ರಾ ನದಿ) est une rivière d'Inde méridionale de 531 km de long. C'est l'affluent principal de la Krishnâ. 

## Géographie

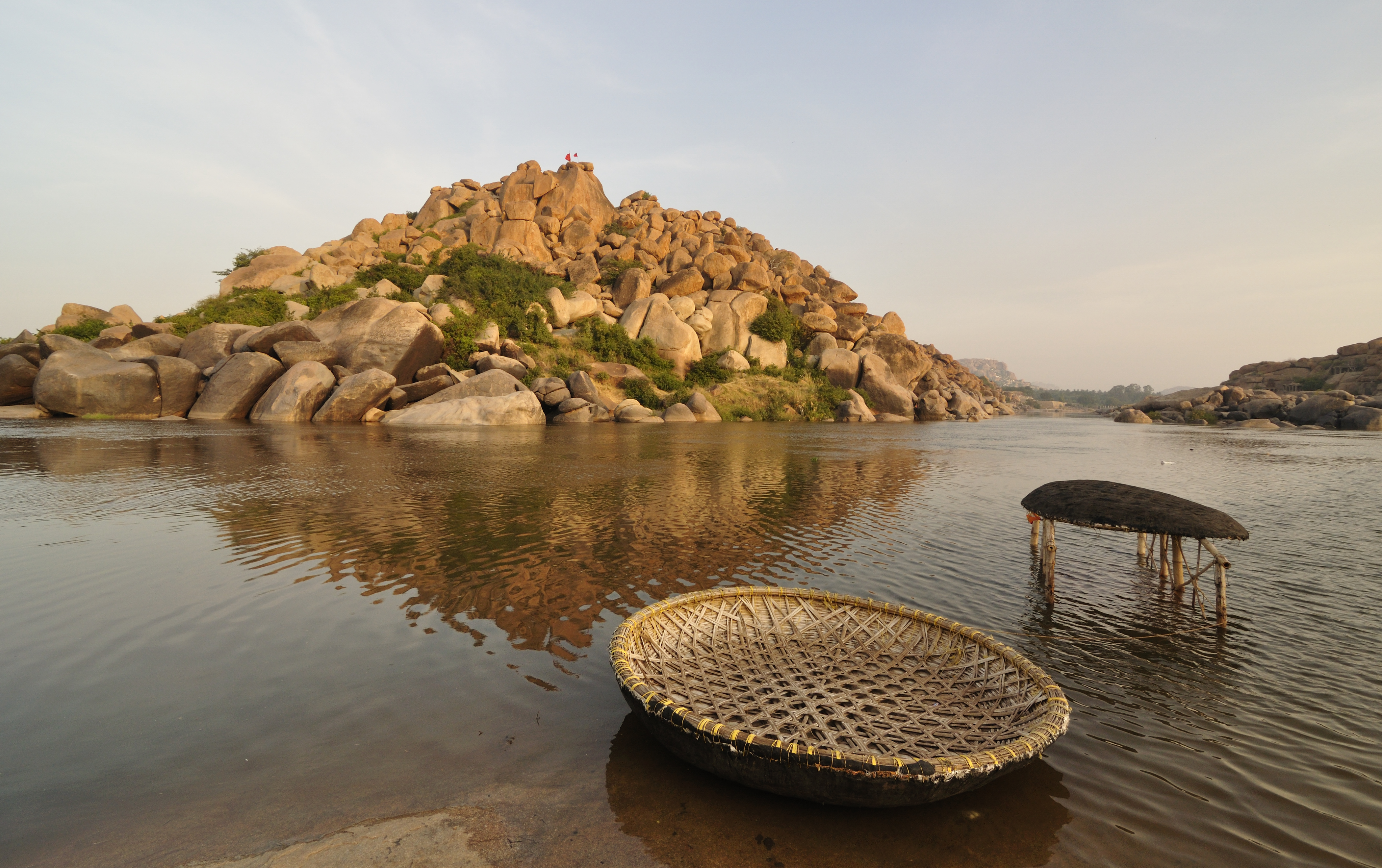
Coracles sur la Tungabhadrâ près de Hampi

Elle se forme au confluent de deux rivières, la Tunga et la Bhadra, issus de la pente orientale des Ghâts occidentaux, dans l'État du Karnataka. Le Tungabhadrâ coule vers l'est à travers le plateau du Deccan, joignant le fleuve Krishnâ dans l'état d'Andhra Pradesh. Le Krishna poursuit ensuite son cours vers l'est pour se jeter dans le golfe du Bengale.